# MicroPets Runner
MicroPets Runner es un clásico videojuego de plataformas desarrollado y publicado por Cubix y MicroPets, desarrolladores de software y aplicaciones móviles en Estados Unidos. El juego fue lanzado en las plataformas de a App Store y Google Play el 13 de abril de 2022.
El jugador toma el rol de Doge, que es el perro protagonista. El objetivo es recorrer los seis niveles: nieve, desierto, selva, ciudad, fábrica y planeta,  que irán aumentando de velocidad  haciendo cada vez más difícil para su jugador y recolectar la mayor cantidad de monedas posibles.  Si reciben un contacto enemigo, se pierde una vida, por ello, el perro Doge  debe protegerse saltando los obstáculos simplemente tocando la pantalla del dispositivo móvil.

El 25 de mayo de 2022 a las 18:05 EST se realizó,  por primera vez en la historia,  el lanzamiento de  NFTs 3D al espacio exterior. Los personajes  de MicroPets Runner, en forma de NFTs 3D animados fueron lanzados  a la órbita terrestre en la misión "Ascension" a bordo del un vehículo de lanzamiento Falcon 9 Block 5, fabricado por SpaceX. Estos personajes fueron creado por  Micropets LLC. en conjunto con Celestis.Inc y se esperan dos próximos lanzamientos en la misión "Destiny" (a la luna) y la misión "Enterprise" (al espacio exterior).